# Zalaegerszegi Torna Egylet
El Zalaegerszegi Torna Egylet (ZTE) és un club de futbol hongarès de la ciutat de Zalaegerszeg.

## Història
Tot i que les arrels del club daten del 1912 per membres d'una societat literària i de debat, l'actual club va ser fundat l'any 1920 amb el nom de Zalaegerszegi TE (Club Gimnàstic de Zalaegerszeg). Evolució del nom:
- 1920: Zalaegerszegi TE
- 1939: Tancament del club
- 1957: Zalaegerszegi Vörös Lobogó
- 1957: Ruhagyár Zalaegerszeg
- 1959: Zalaegerszegi TE
- 1978: Absorció del Zalaegerszegi Építők
- 1996: Zalaegerszegi TE FC

## Palmarès
- Lliga hongaresa de futbol (1):
  - 2002